# 2023-as szlovákiai parlamenti választás

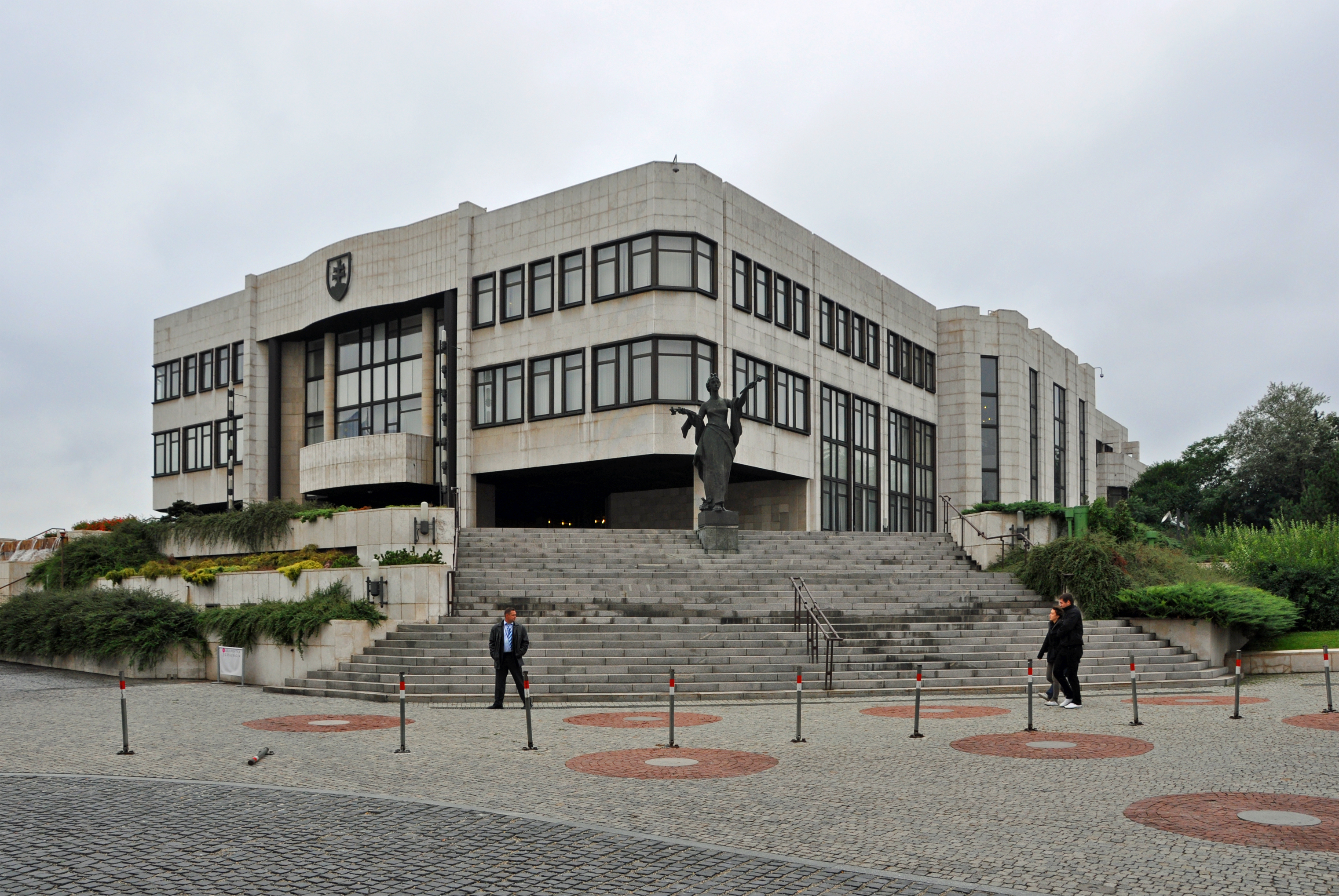
Szlovákia parlamentjének épülete Pozsonyban

A 2023-as szlovákiai előrehozott parlamenti választást 2023. szeptember 30-án, szombaton, reggel 7 és 22 óra között tartották Szlovákiában. Ez volt a 9. parlamenti választás az ország függetlenné válása óta.
A választást a Robert Fico vezette Irány – Szociáldemokrácia (SMER–SD) párt nyerte, a korábbi közvélemény-kutatásoknak megfelelően, de az előzetes exit-poll eredményektől eltérően, megszerezve a leadott szavazatok mintegy 22,94%-át, több mint 681 ezer voksot. A második helyen a Michal Šimečka vezette Progresszív Szlovákia (PS) párt végzett a szavazatok 17,96%-val, ami mintegy 533 ezer voksot jelent.
A választáson indult a szlovákiai magyarok egységpártja, a Szövetség – Magyarok. Nemzetiségek. Régiók. párt. Bár reális esély volt arra, hogy a SZÖVETSÉG átlépje a parlamenti küszöböt, a párt végül mégsem jutott be a parlamentbe. A Szövetség a szavazatok mindössze 4,39%-át tudhatja magáénak, így a következő választási ciklusban sem lesz magyar érdekképviselet a szlovákiai törvényhozásban. A leadott 130 ezer szavazat magasabb, mint amennyit az MKP felbomlása után bármelyik magyar párt is szerzett szlovákiai választásokon.
A választáson való részvételi arány 68,51% volt, amely kiemelkedően magas az elmúlt évtizedek adatai között.

## Szavazási útmutató
Aki nem igényelt választói igazolványt, az csak az állandó lakóhelye szerint kijelölt szavazóhelyiségben szavazhat, a szavazáshoz pedig magával kell vinnie érvényes személyi igazolványát. A választás helyéről és időpontjáról minden választó legkésőbb a választás előtt 25 nappal levélben kapott tájékoztatást, hogy időben megtudja választóhelyiség pontos címét és annak számát is. Ha viszont valaki választói igazolványt igényelt, az Szlovákia összes választóhelyiségében szavazhat, ugyanakkor neki a személyi igazolvány mellett a választói igazolványát is magával kell vinnie a szavazásra. Mozgóurnát kérhetnek azok, akik egészségi állapotuk miatt nem tudnak elmenni a szavazóhelyiségbe. Mozgóurnát a választás napján lehet igényelni, és csak az állandó lakóhely szerinti szavazókör választási bizottságától kérheti a választópolgár vagy egy hozzátartozója.
Szavazni reggel 7 órától 22 óráig lehet. A választóhelyiségben megjelenő választópolgárnak a választási bizottság tagjai átadják az induló pártok választási listáit. Minden lista külön lapon szerepel. A választópolgárnak emellett átadnak egy, az adott település bélyegzőjével ellátott borítékot is.
Miután a választópolgár az aláírásával igazolta az átvételt, a paraván mögé lépve ki kell választania azt a szavazólapot, melyen annak a pártnak a listája szerepel, amelyre a választópolgár szavazni szeretne. A szavazás megkönnyítése érdekében minden listának van egy sorszáma. Ha élni kíván a választópolgár a preferenciális szavazás lehetőségével is, akkor 4 vagy annál kevesebb jelölt neve előtti sorszámot be kell bekarikáznia. Ha 4-nél több jelölt neve előtti sorszámot karikáz be a választópolgár, akkor a preferenciális szavazást nem veszik figyelembe, de ha más tekintetben megfelelően szavazott, akkor a pártlistára leadott szavazata érvényesnek számít. Ha nem kíván élni a választópolgár a preferenciális szavazás lehetőségével, akkor nem kell bekarikáznia egyetlen jelölt neve előtti sorszámot sem. A pártlistára leadott szavazata ez esetben is érvényes lesz.
Ezután a kiválasztott párt szavazólapját be kell helyezni a borítékba, majd be kell dobni a VOĽBY DO NR SR 2023 feliratú szavazóurnába.
Ha a választópolgár elhibázta a szavazást, de még időben észreveszi, akkor a választási bizottságtól kérhet egy új, egész szavazási csomagot, és meg kell ismételnie a szavazás menetét.
A borítékba nem helyezett szavazólapokat (vagyis azon pártok listáinak szavazólapját, melyekre nem szavazott a választópolgár) a NÁDOBA NA NEPOUŽITÉ HLASOVACIE LISTKY feliratú tárolóba kell bedobnia a választópolgárnak.

## Választási rendszer
A választás egyfordulós és arányos; az egész ország egy körzetnek számít. Az emberek pártlistákra szavaznak. A pártoknak és pártkoalícióknak legkésőbb 90 nappal a választások előtt le kell adniuk a listájukat a választási bizottság jegyzőjének. A bejutási küszöb az önállóan induló pártoknak 5%, 2 vagy 3 pártból álló pártszövetségeknek 7%, 4 vagy több pártból álló pártszövetségeknek 10%. Állami támogatásban később a legalább 3%-ot elérő pártok részesülnek.
A választáson való induláshoz a pártoknak letétbe kell helyezniük 17 000 eurót. A pártok 3 millió eurót költhetnek a kampányra, melyről transzparens számlát kell vezetniük.
A választáson pártlistás szavazás mellett preferenciális szavazás is folyik, azaz a választók rangsorolják a jelölteket. A pártlisták közül egyet kell kiválasztani, és azon legfeljebb négy név előtti számot be lehet karikázni. Ha valamelyik jelölt neve előtti számot legalább az összes pártszavazat 3%-át elérő számú választó bekarikázta, akkor az illető a saját pártja listájának az elejére ugrik. Több előreugró jelölt esetén a kapott karikák száma alapján állítanak fel sorrendet. Ha nem szerepelnek karikák a szavazólapon, akkor az automatikusan a lista első 4 jelöltjéhez számít. A pártlistára leadott szavazat akkor is érvényes, ha a karikázást elrontja a szavazó.
A választópolgár csak egy lista szavazólapját helyezheti a borítékba, különben nem lesz érvényes a szavazat. A fel nem használt vagy hibásan megjelölt szavazólapokat a szavazónak egy lezárt dobozba kell beledobnia, ellenkező esetben kihágást követ el, amiért 33 eurós büntetést szabhatnak ki rá.
A külföldön tartózkodó szlovák állampolgárok szavazatukat postán küldhetik el. Nekik legkésőbb 35 nappal a választások napja előtt kézbesítenek a külföldi tartózkodási helyre egy lepecsételt borítékot a szavazólapokkal, a választási útmutatóval és egy felcímzett válaszborítékkal. A levélszavazatoknak legkésőbb a választások napja előtti utolsó munkanapig, azaz 2023. szeptember 29-én délig kell beérkezniük a szlovák Belügyminisztériumba. (Körülbelül 300 ezer szlovák állampolgár él tartósan külföldön, közülük 30–50 ezer fő magyar nemzetiségű.) 2023-ban közel 73 ezren kezdeményezték a levélben való szavazást.
Összesen 150 mandátumot osztanak szét. A legtöbb törvény módosításához elég az 50%-ot egy fővel meghaladó mandátumszám (azaz 76 képviselői hely), de a szlovák alkotmány módosításához a parlament háromötödös többsége kell, azaz legalább 90 képviselő.

## Az előrehozott választás előzményei
A Heger-kormány sorozatos politikai viharok után előbb kisebbségbe szorult, végül lemondott. Utódja az előrehozott választásig a szakértői Ódor-kormány lett.

## Induló pártok
A választáson 24 párt és mozgalom, valamint egy választási koalíció indul.
|     | Párt vagy pártok neve (szlovák név, rövidítés) | Párt vagy pártok neve (szlovák név, rövidítés) | Pártok lógói | Listavezető                                    | Támogatók |
| --- | ---------------------------------------------- | --- | ------------ | ---------------------------------------------- | --- |
| 1.  |                                                | Kalózpárt – Szlovákia (Pirátska strana – Slovensko, Piráti) |              | Zuzana Šubová                                  | – |
| 2.  |                                                | Elv (Princíp) |              | Atila Géňa†                                    | – |
| 3.  |                                                | Progresszív Szlovákia (Progresívne Slovensko, PS) |              | Michal Šimečka                                 | – |
| 4.  |                                                | Szlovákia Közös Polgárai (Spoločne občania Slovenska, SOS) |              | Tibor Hanuliak                                 | – |
| 5.  |                                                | - OĽaNO és Barátai (OĽaNO a Priatelia, OĽaNO) - Keresztény Unió (Kresťanská únia, KÚ) - Az Emberekért (Za Ľudí, ZĽ)                                                                      |              | Igor Matovič, Anna Záborská, Veronika Remišová | Egyszerű Emberek (Obyčajní ľudia, OĽaNO), Független Jelöltek (Nezávislí kandidáti, NEKA), Új Többség (Nová väčšina, NOVA), Szabad és felelősségteljes (Slobodní a zodpovední), Pačivale Roma, Magyar Szívek       |
| 6.  |                                                | Szlovákia Kommunista Pártja (Komunistická strana Slovenska, KSS) |              | Jozef Hrdlička                                 | – |
| 7.  |                                                | Magyar Fórum, Szlovákia Polgári Demokratái, A Régiókért, Roma Koalíció, Demokrata Párt (Maďarské fórum, Občianski demokrati Slovenska, Za regióny, Rómska koalícia, Demokratická strana) |              | Simon Zsolt                                    | Magyar Fórum (Maďarské fórum, MF), Szlovákia Polgári Demokratái (Občianski demokrati Slovenska, ODS), A Régiókért (Za regióny, ZR), Roma Koalíció (Rómska koalícia, RK), Demokrata Párt (Demokratická strana, DS) |
| 8.  |                                                | Hazafias Blokk (Vlastenecký blok, VB) |              | Ivan Stanovič                                  | – |
| 9.  |                                                | Kékek, Most–Híd (Modrí, Most–Híd) |              | Mikuláš Dzurinda                               | Kékek, Most–Híd 2023 |
| 10. |                                                | Igazságszolgáltatás (Spravodlivosť) |              | Vladimír Chlebo                                | – |
| 11. |                                                | Szlovák Újjászületési Mozgalom (Slovenské Hnutie Obrody, SHO) |              | Róbert Švec                                    | – |
| 12. |                                                | Szabadság és Szolidaritás (Sloboda a Solidarita, SaS) |              | Richard Sulík                                  | – |
| 13. |                                                | Család Vagyunk (Sme Rodina) |              | Boris Kollár                                   | – |
| 14. |                                                | MySzlovákia (MySlovensko) |              | Štefan Panenka                                 | – |
| 15. |                                                | Szlovák Nemzeti Párt (Slovenská národná strana, SNS) |              | Andrej Danko                                   | – |
| 16. |                                                | Irány – Szociáldemokrácia (Smer – sociálna demokracia, SMER–SD) |              | Robert Fico                                    | – |
| 17. |                                                | Hang – Szociáldemokrácia (Hlas – sociálna demokracia, HLAS–SD) |              | Peter Pellegrini                               | – |
| 18. |                                                | Szövetség – Magyarok. Nemzetiségek. Régiók. (ALIANCIA – Maďari. Národnosti. Regióny) |              | Forró Krisztián                                | – |
| 19. |                                                | Hazafiak és Nyugdíjasok Szíve – Szlovák Nemzeti Egység (Srdce vlastenci a dôchodcovia – Slovenská národná jednota)                                                                       |              | Vladimír Zeman                                 | – |
| 20. |                                                | Szlovák Demokratikus és Keresztény Unió – Demokrata Párt (Slovenská demokratická a kresťanská únia – Demokratická strana, SDKÚ–DS)                                                       |              | Pavel Poliak                                   | – |
| 21. |                                                | Kotlebáék – A Mi Szlovákiánk Néppárt (Kotlebovci – Ľudová strana Naše Slovensko, ĽSNS)                                                                                                   |              | Marian Kotleba                                 | – |
| 22. |                                                | Demokraták (Demokrati) |              | Eduard Heger                                   | – |
| 23. |                                                | Kereszténydemokrata Mozgalom (Kresťanskodemokratické hnutie, KDH) |              | Milan Majerský                                 | – |
| 24. |                                                | Karma (Karma) |              | Ondrej Janíček                                 | – |
| 25. |                                                | Köztársaság (Republika) |              | Milan Uhrík                                    | – |

## Kampány
A pártok 3 millió eurót költhetnek kampányra.
Igor Matovič korábbi miniszterelnök (OĽaNO) Testőr nélkül (Bez ochranky) című lakossági fórummal járta be az országot.
A kampány emlékezetes eseménye volt Igor Matovič és Róbert Kalinák (SMER–SD) volt belügyminiszter verekedése egy smeres sajtótájékoztatón.
A Szövetség felvette a listájára Gyimesi György korábbi OLaNO-s képviselőt, emiatt többen kiváltak a pártból, és ez rontotta a párt parlamentbe való bekerülési esélyeit. Gyimesi az Orbán-kormány kampányaiban közreműködő Kőszegi Ákos hangjával készített magának reklámfilmet.
A választás előtti utolsó hetekben Magyarország felől migránsok árasztották el Dél-Szlovákiát, ami Orbán Viktor magyar miniszterelnök szövetségesét, a migránsellenességgel kampányoló Robert Ficót segítette. Az Ódor-kormány katonákat küldött a határra.
Vera Jourová, az Európai Bizottság alelnöke szerint „példa nélküli dezinformációs nyomás kísérte”. Megjelent a mesterséges intelligencia kampánycélú felhasználása is: Michal Šimečka egy  deepfake videóban jelentette be a sör árának az emelését. Emellett orosz propagandát közvetítő oldalak is beavatkoztak a kampányba.

## Választási szlogenek
| Párt | Párt                  | Eredeti szlogen                                                                                    | Magyar fordítás                                                                                              | Refs   |
| ---- | --------------------- | -------------------------------------------------------------------------------------------------- | --- | ------ |
|      | SMER–SD               | Stabilita. Poriadok. A sociálne istoty.                                                            | Stabilitás. Rend. És társadalombiztosítás.                                                                   | [ 21 ] |
|      | Progresszív Szlovákia | Budúcnosť tvoríme spoločne                                                                         | A jövőt együtt teremtjük!                                                                                    | [ 21 ] |
|      | HLAS–SD               | Peter Pellegrini: Slovensku vlastnou cestou. – Idete do toho so mnou? Len silný stát pomôže ľuďom! | Peter Pellegrini: Szlovákia a maga útját járja. – Velem tartanak? Csak egy erős állam fog segíteni a népnek! | [ 21 ] |
|      | OĽaNO és Barátai      | My vás mafii nepredáme!                                                                            | Mi nem adjuk el önöket a maffiának!                                                                          | [ 21 ] |
|      | KDH                   | Zaslúžite si lepšie zdravotníctvo!                                                                 | Jobb egészségügyet érdemelnek!                                                                               | [ 21 ] |
|      | SaS                   | SASKA je istota ekonomického RASTU.!                                                               | A SASKA a garancia a gazdasági NÖVEKEDÉSRE!                                                                  | [ 22 ] |
|      | SNS                   | Spoločne zastavíme bláznov!                                                                        | Együtt megállítjuk az őrületet!                                                                              | [ 23 ] |
|      | Köztársaság           | Urobíme poriadok!                                                                                  | Majd mi rendet teszünk!                                                                                      | [ 24 ] |
|      | Szövetség             | Spoločne pre Slovensko! – Együtt Szlovákiáért!                                                     | Együtt Szlovákiáért!                                                                                         | [ 21 ] |
|      | Demokraták            | Hlásim sa do služby ludom.                                                                         | Önszántamból szolgálom a népet.                                                                              | [ 21 ] |
|      | Sme Rodina            | Nie sme dokonalý, ale pomáhať vieme. – Sme rodina, sme normální.                                   | Mi sem vagyunk tökéletesek, de tudunk segíteni – Család vagyunk, normálisak vagyunk.                         | [ 21 ] |

## Közvélemény-kutatások
A szlovákiai pártok népszerűségének alakulása 2020 óta:
Az ügynökségek szeptemberi méréseiből arra következtetnek a szakértők, hogy magas részvételi arány várható a szeptember 30-i választáson. Az AKO felmérése szerinti 66,7% az elmúlt 21 év legmagasabb választási részvételét vetíti előre.

## Eredmények
A levélben történő szavazatok beérkezésének határideje szeptember 29-e, péntek, déli 12 óra volt. Eddig az időpontig mintegy 58 ezer levélszavazat érkezett be, ami a legmagasabbnak számít a szlovákiai választások történetében.

### Előzetes eredmények
Az első exit-poll kimutatások a Markíza TV megrendelésére:
A szavazatok 5,68%-os feldolgozottságánál a részleges eredmények lényeges eltérő értékeket mutatnak:
A szavazatok kevesebb mint egyharmadának feldolgozása után a részleges eredmények minimális mértékben módosultak:
A szavazatok 99,20%-ának feldolgozása után a végeredményhez közeli értékek már csak 7 parlamentbe bejutó pártot mutatnak. A Szövetség-Aliancia 4,46%-ot ért el.

### Végleges eredmények
A szavazatok feldolgozásának kezdetén a Szlovákiai Statisztikai Hivatal még 70,6%-os választási részvételt jelzett, ami a legmagasabb az utóbbi 13 évben.
A szavazatok összesítése után a következő eredményeket tette közzé a Szlovákiai Statisztikai Hivatal:
| Párt | Párt                      | Párt                                                                                   | Szavazat | Szavazat | Képviselők | Képviselők | +/– 2020 óta |
| --- | ------------------------- | -------------------------------------------------------------------------------------- | -------- | -------- | ---------- | ---------- | ------------ |
| | SMER–SD                   | Irány – Szociáldemokrácia                                                              | 681 017  | 22,94%   | 42         | 28%        | +4           |
| | PS                        | Progresszív Szlovákia                                                                  | 533 136  | 17,96%   | 32         | 21,3%      | +32          |
| | HLAS–SD                   | Hang – Szociáldemokrácia                                                               | 436 415  | 14,7%    | 27         | 42,6%      | Új           |
| | OĽaNO–KÚ–ZĽ               | OĽaNO és Barátai, Keresztény Unió, Az Emberekért                                       | 264 137  | 8,89%    | 16         | 10,6%      | -49          |
| | KDH                       | Kereszténydemokrata Mozgalom                                                           | 202 515  | 6,82%    | 12         | 8,3%       | +12          |
| | SaS                       | Szabadság és Szolidaritás                                                              | 187 645  | 6,32%    | 11         | 7,3%       | -2           |
| | SNS                       | Szlovák Nemzeti Párt                                                                   | 166 995  | 5,62%    | 10         | 6,6%       | +10          |
| A bejutási küszöb az önállóan induló pártok számára 5%, a két pártból álló koalíció számára 7% volt, több pártból álló koalíció számára 10%. Az 5%-os küszöb 0 szavazatnak, míg a 7%-os határ 0 voksnak felelt meg. |                           |                                                                                        |          |          |            |            |              |
| | REPUBLIKA                 | Köztársaság                                                                            | 141 099  | 4,75%    | 0          |            |              |
| | ALIANCIA – SZÖVETSÉG      | Szövetség – Magyarok. Nemzetiségek. Régiók.                                            | 130 183  | 4,38%    | 0          |            |              |
| | Demokrati                 | Demokraták                                                                             | 87 006   | 2,93%    | 0          |            |              |
| | Sme Rodina                | Család Vagyunk                                                                         | 65 673   | 2,21%    | 0          |            | -17          |
| | ĽSNS                      | Kotlebáék – A Mi Szlovákiánk Néppárt                                                   | 25 003   | 0,84%    | 0          |            | -17          |
| | KSS                       | Szlovákia Kommunista Pártja                                                            | 9 867    | 0,33%    | 0          |            |              |
| | Pirati                    | Kalózpárt – Szlovákia                                                                  | 9 358    | 0,31%    | 0          |            |              |
| | Modrí, Most–Híd           | Kékek, Most–Híd                                                                        | 7 935    | 0,26%    | 0          |            |              |
| | MF, ODS, ZR, RK, DS       | Magyar Fórum, Szlovákia Polgári Demokratái, A Régiókért, Roma Koalíció, Demokrata Párt | 3 486    | 0,11%    | 0          |            |              |
| | MySlovensko               | MySzlovákia                                                                            | 2 786    | 0,09%    | 0          |            |              |
| | Karma                     | Karma                                                                                  | 2 407    | 0,08%    | 0          |            |              |
| | SOS                       | Szlovákia Közös Polgárai                                                               | 2 401    | 0,08%    | 0          |            |              |
| | Slovenská národná jednota | Hazafiak és Nyugdíjasok Szíve – Szlovák Nemzeti Egység                                 | 2 315    | 0,07%    | 0          |            |              |
| | Princíp                   | Elv                                                                                    | 1 817    | 0,06%    | 0          |            |              |
| | Spravodlivosť             | Igazságszolgáltatás                                                                    | 1 335    | 0,04%    | 0          |            |              |
| | SHO                       | Szlovák Újjászületési Mozgalom                                                         | 1 332    | 0,04%    | 0          |            |              |
| | Vlastenecký Blok (VB)     | Hazafias Blokk                                                                         | 1 262    | 0,04%    | 0          |            |              |
| | SDKÚ–DS                   | Szlovák Demokratikus és Keresztény Unió – Demokrata Párt                               | 771      | 0,02%    | 0          |            |              |
| Összesen | Összesen                  | Összesen                                                                               | 0        | 100%     | 150        | 100%       |              |

### Választási térképek

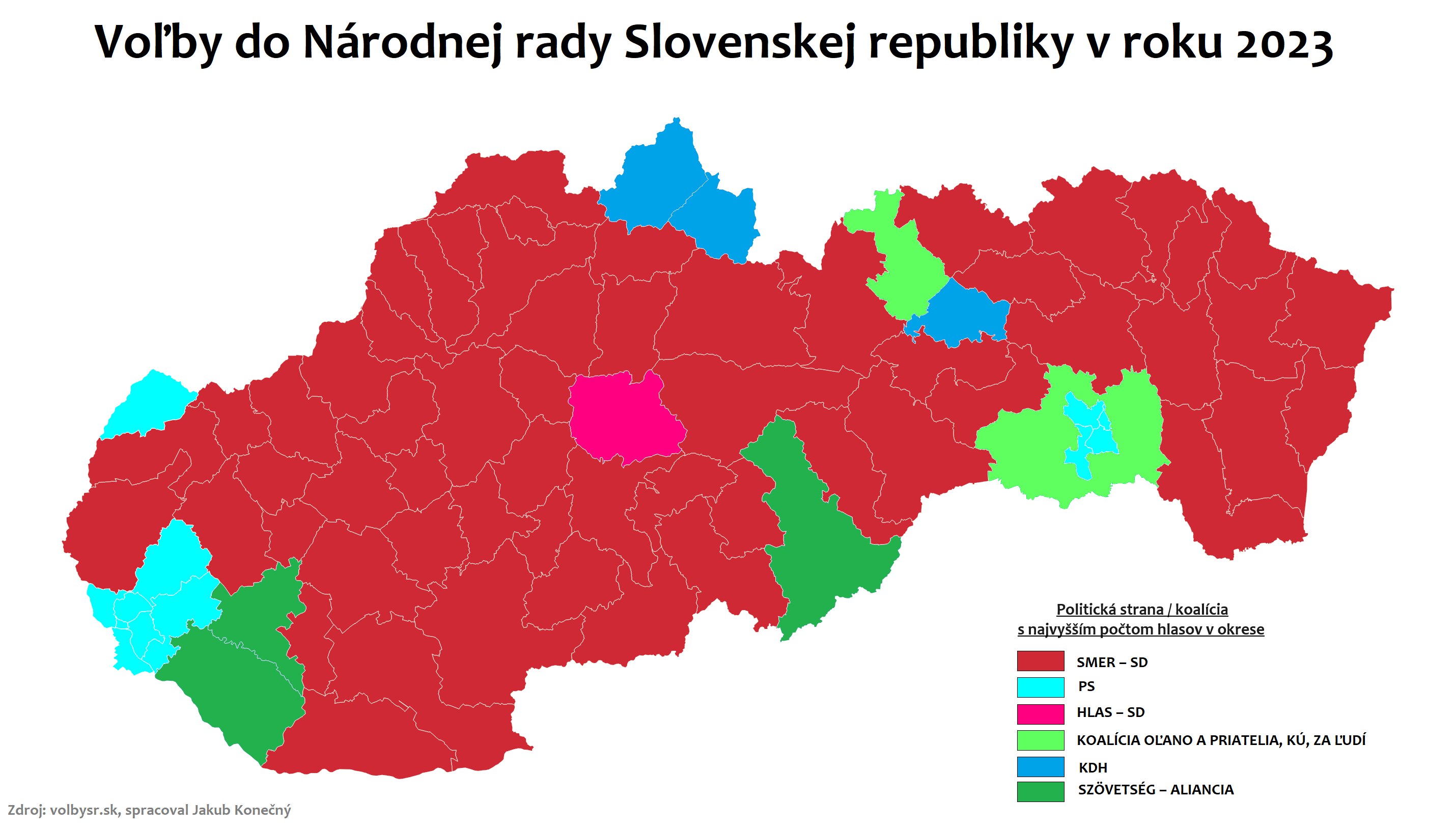
A győztes pártok járásonként
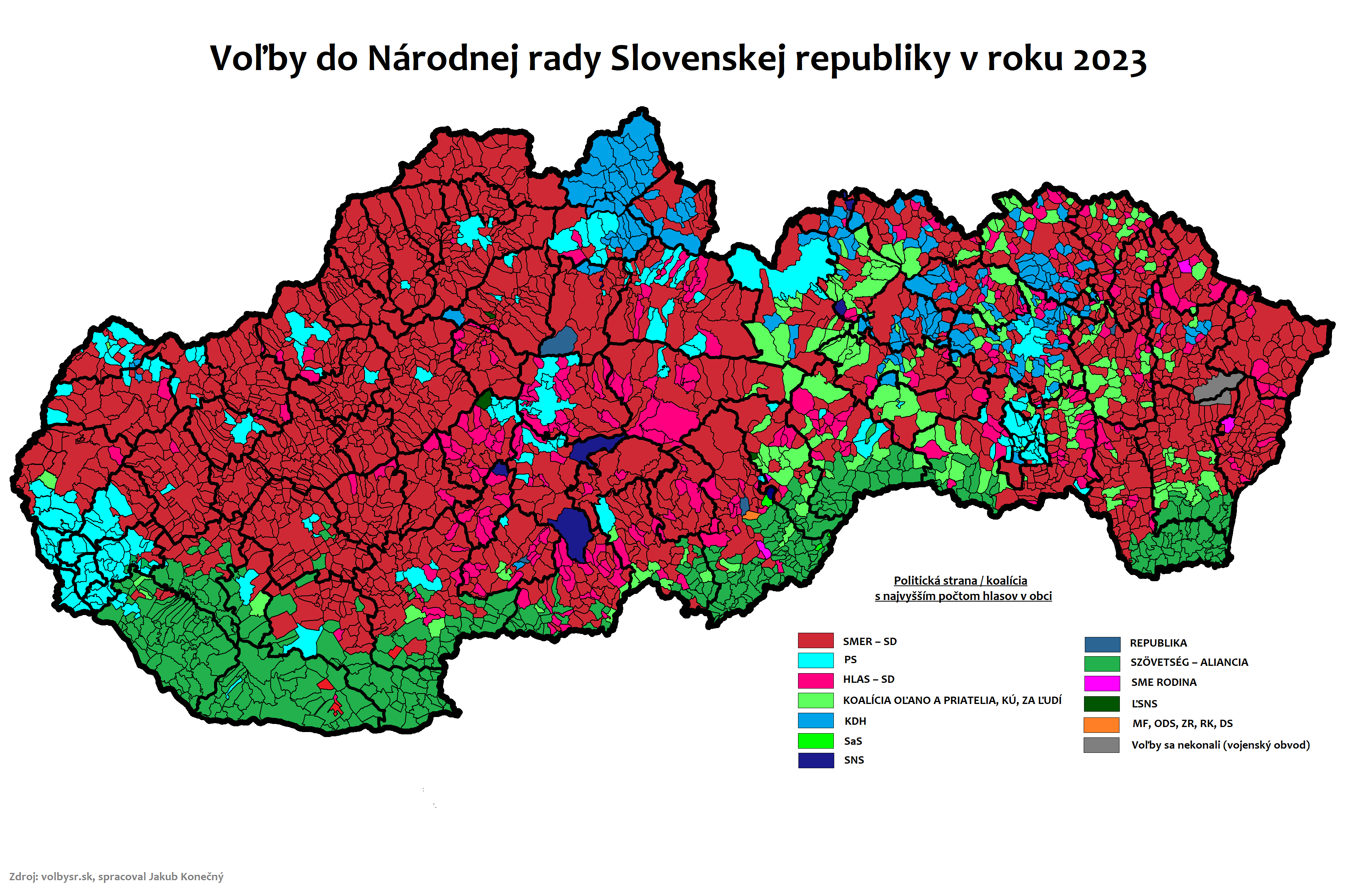
A győztes pártok településenként
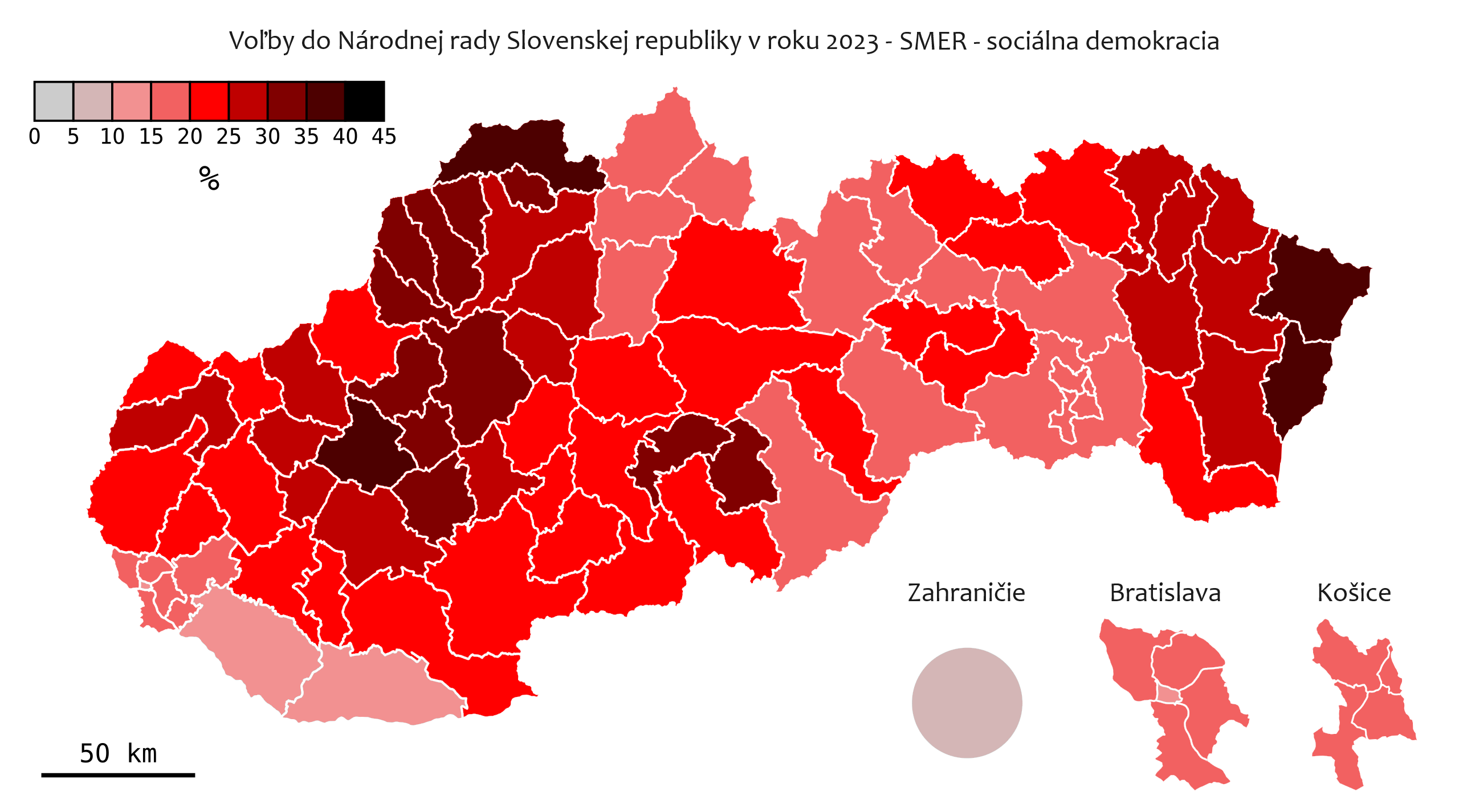
Irány – Szociáldemokrácia
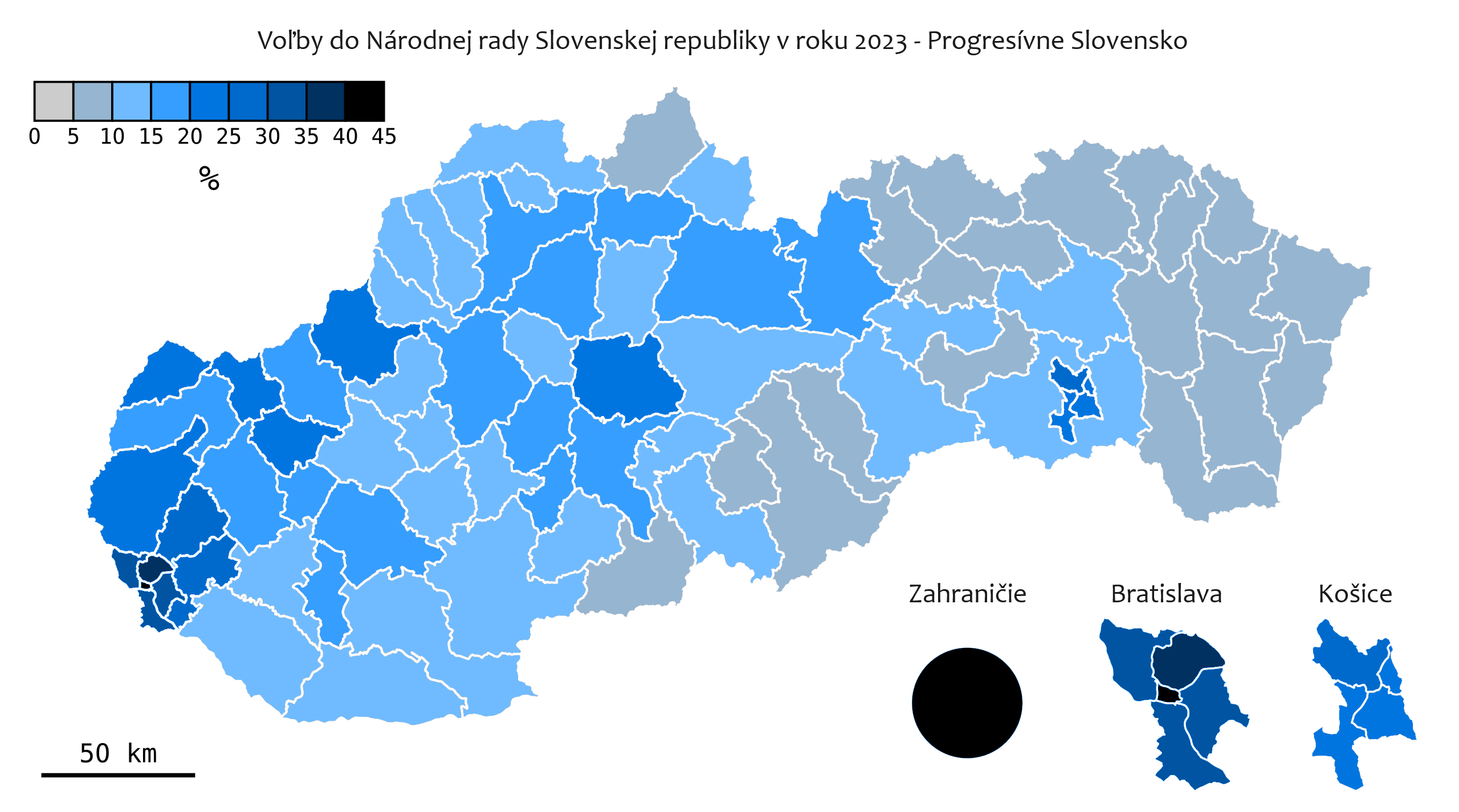
Progresszív Szlovákia
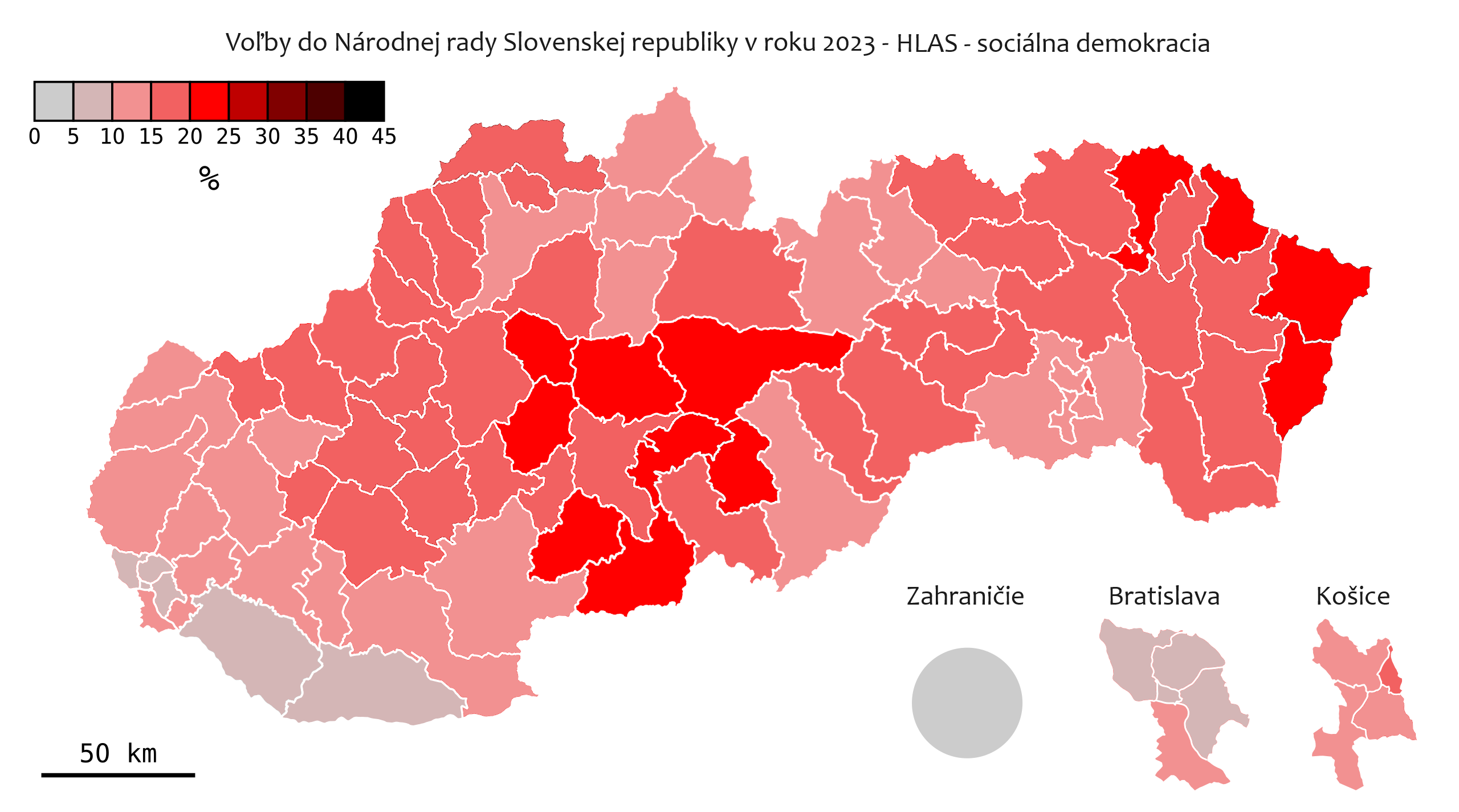
Hang – Szociáldemokrácia
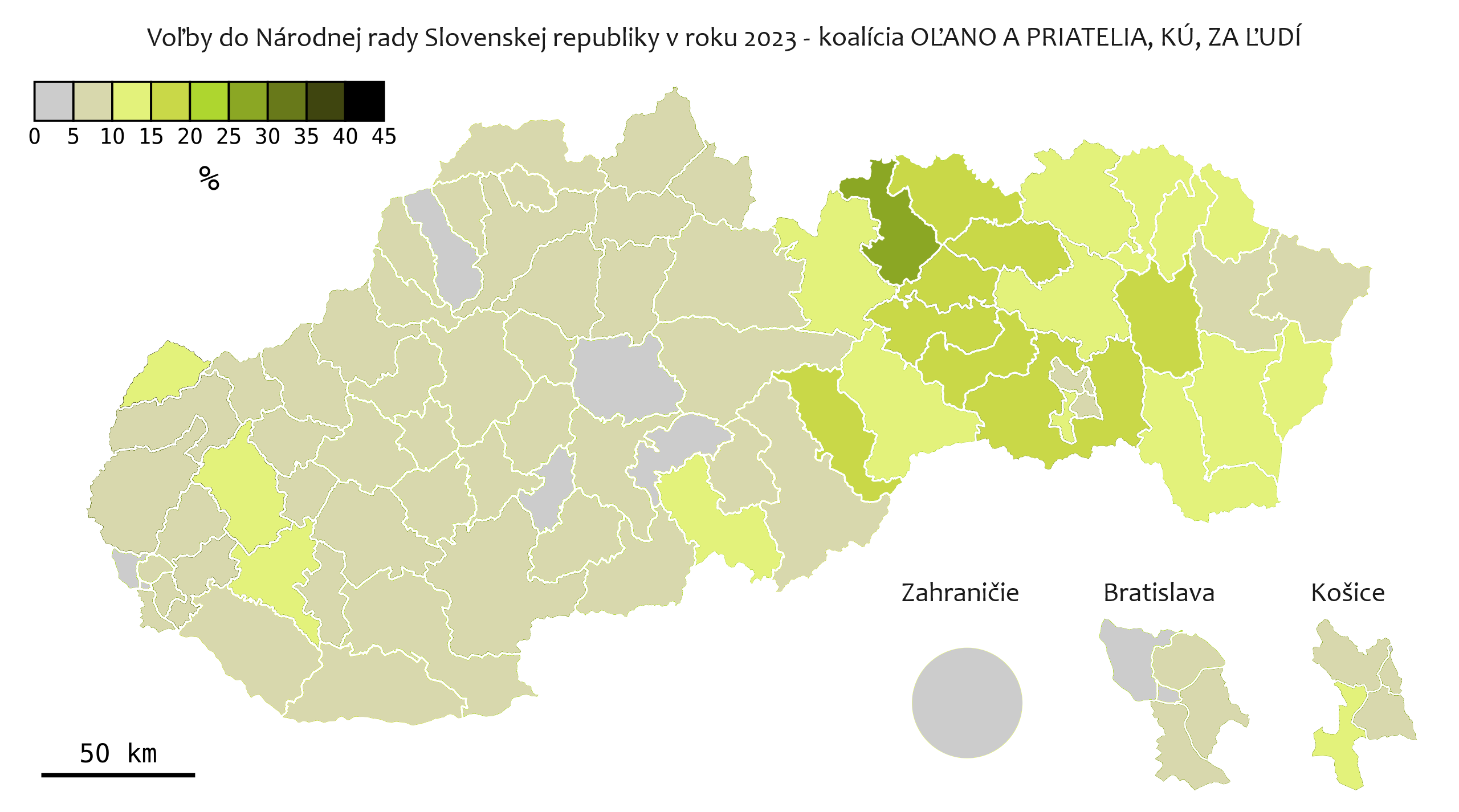
OĽaNO és Barátai, Keresztény Unió, Az Emberekért
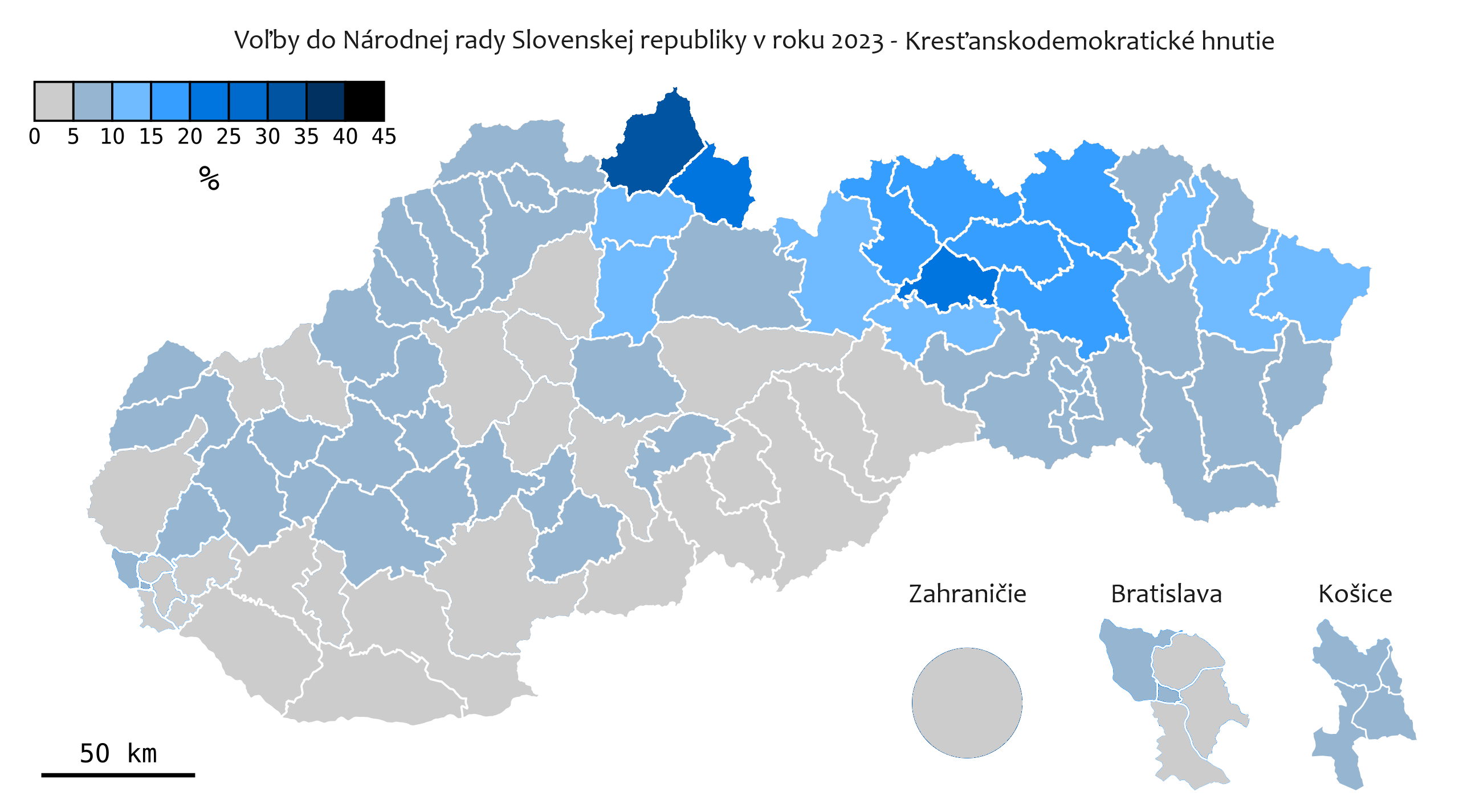
Kereszténydemokrata Mozgalom
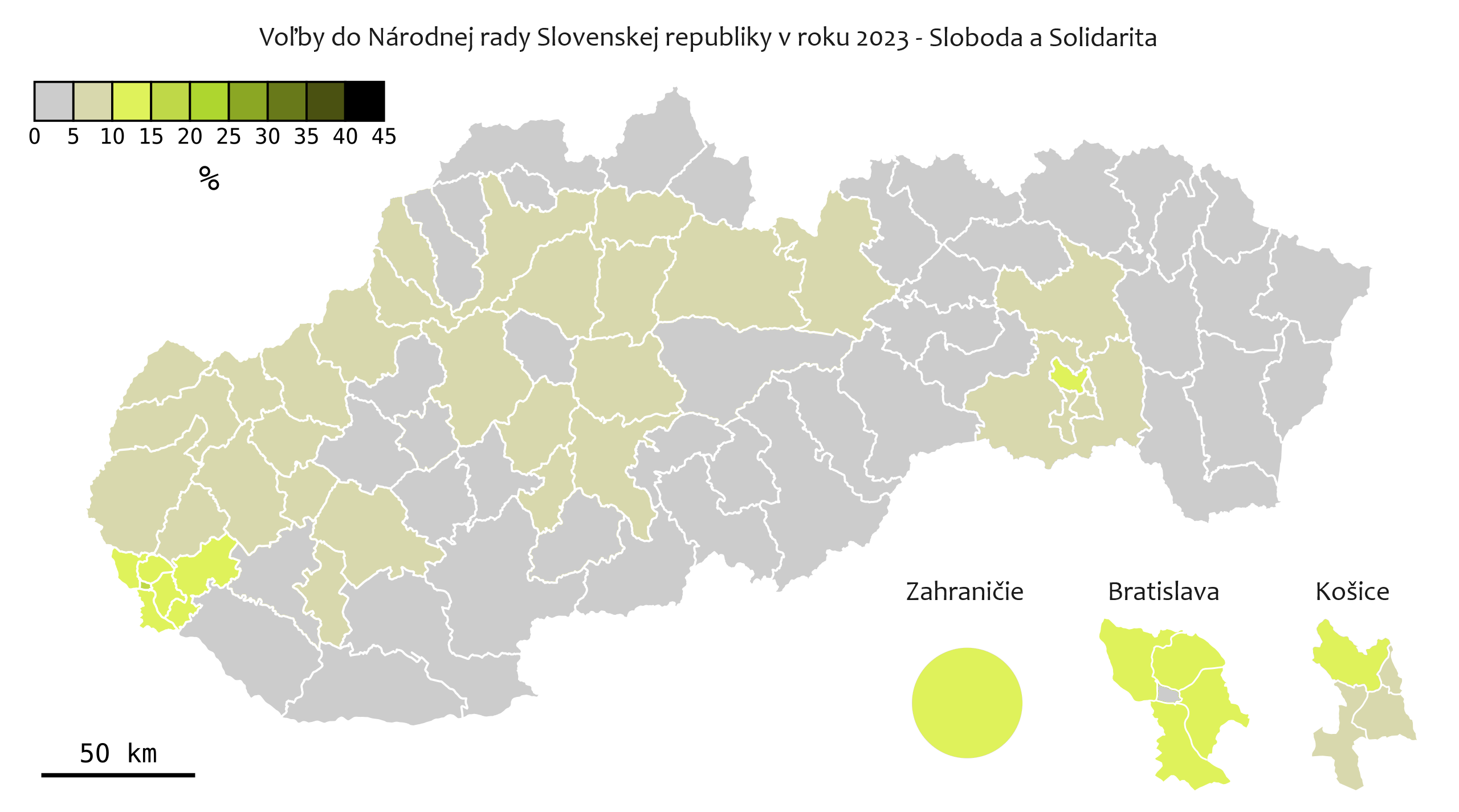
Szabadság és Szolidaritás
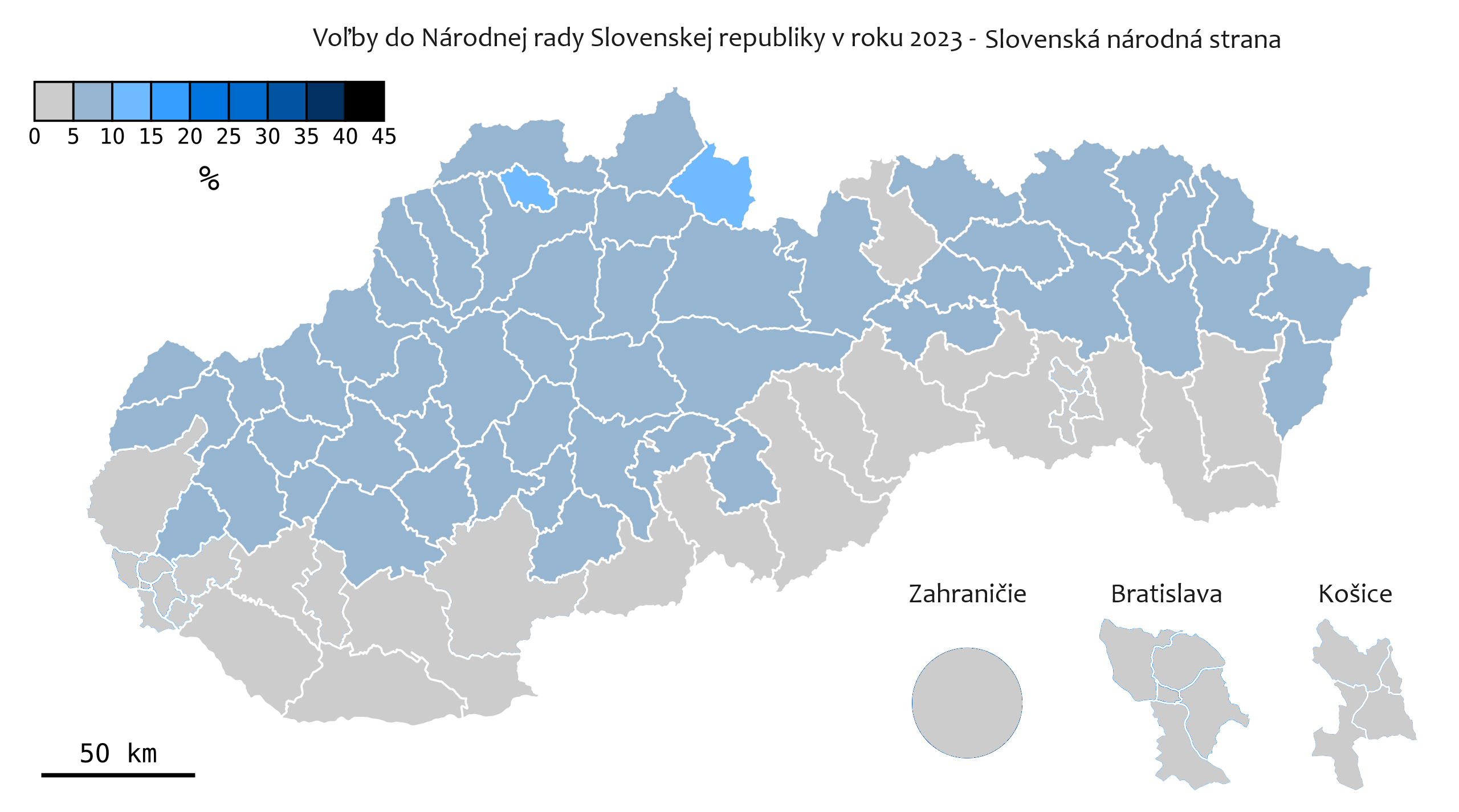
Szlovák Nemzeti Párt
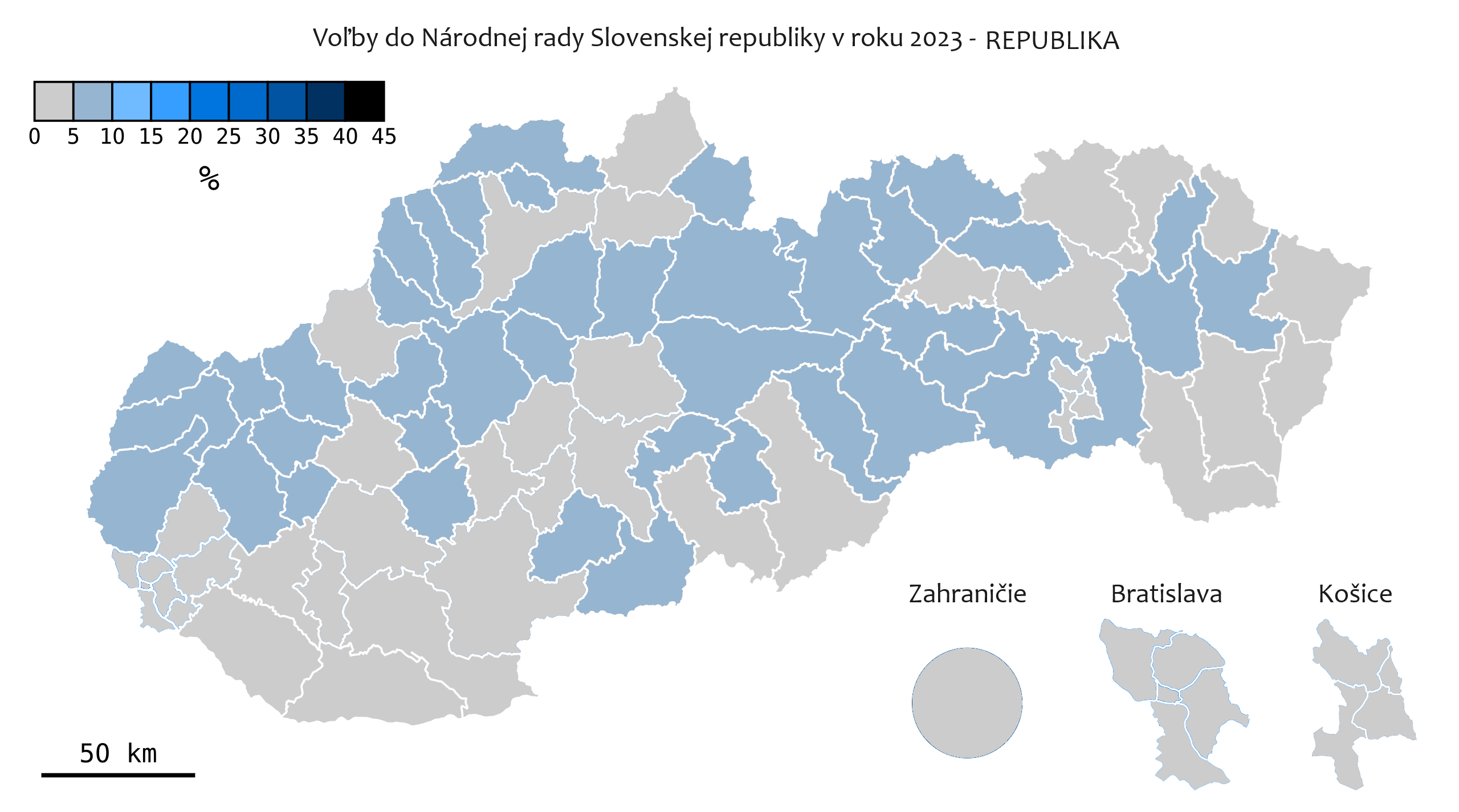
Köztársaság
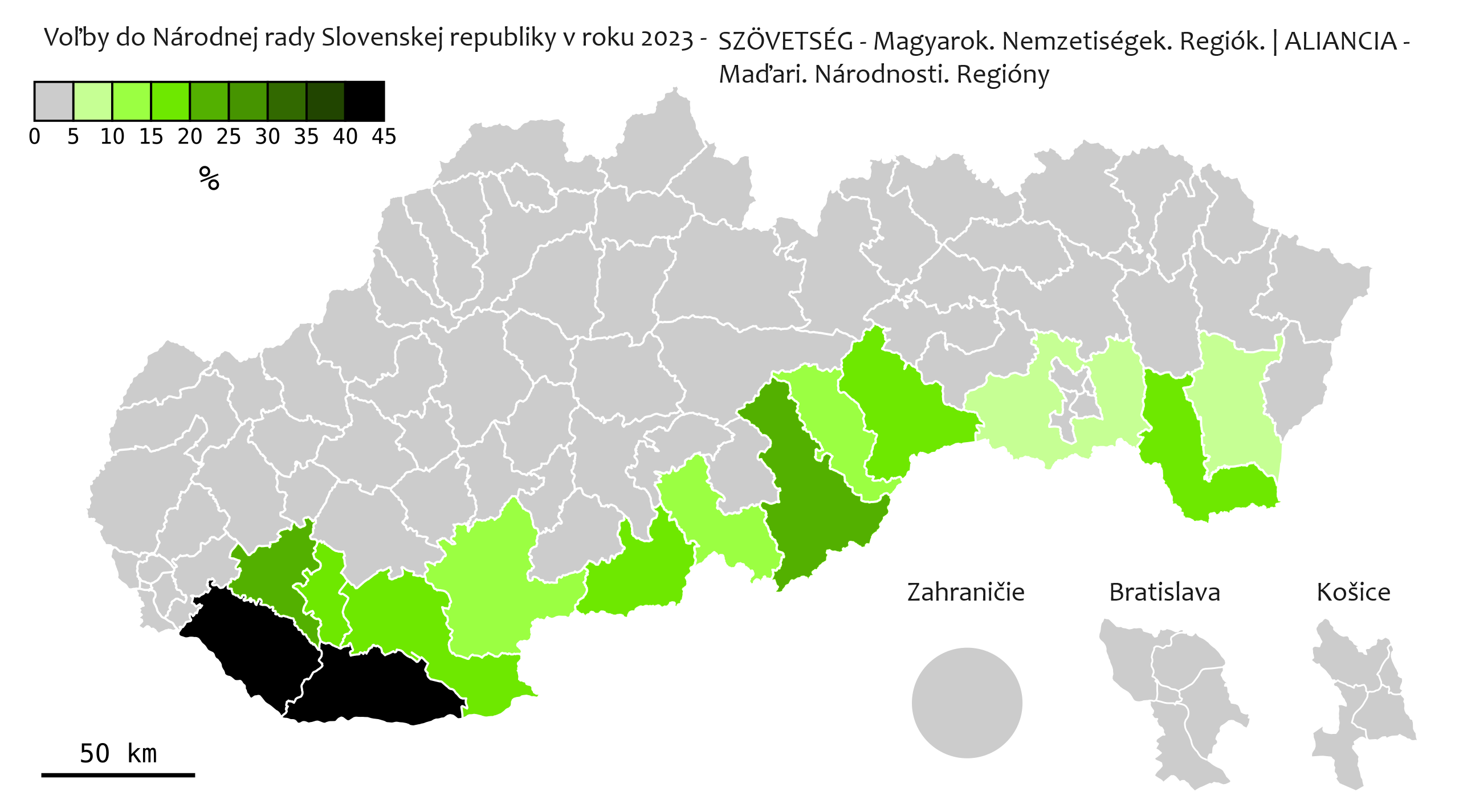
Szövetség
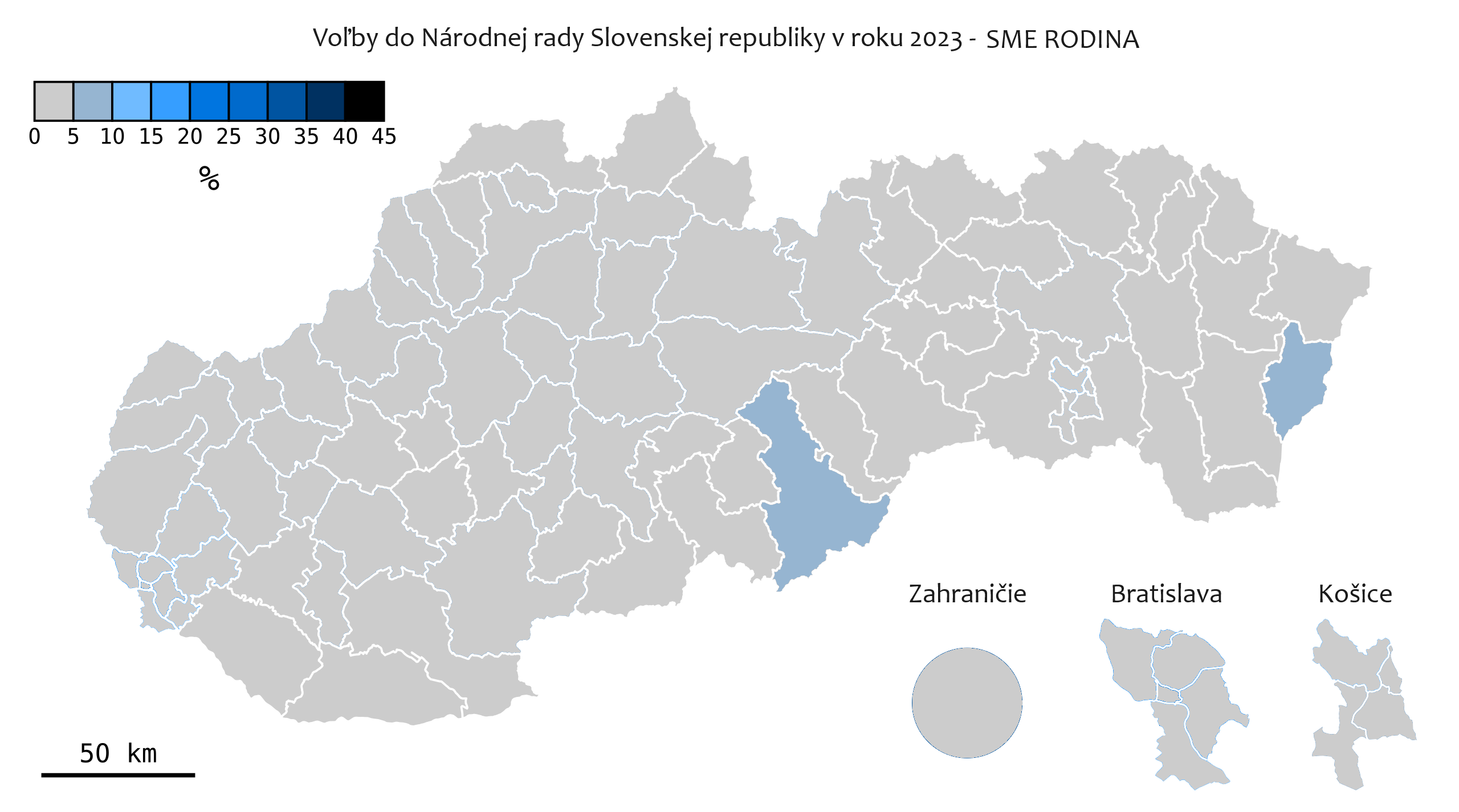
Család Vagyunk

A térképeken kiemelt területek:
- Zahraničie: Külföldön feladott levélszavazatok
- Bratislava: Pozsony
- Košice: Kassa

## Politikai következmények

Az új szlovákiai parlament összetétele

Zuzana Čaputová államfő Robert Fico pártelnököt, a SMER–SD vezetőjét bízta meg kormányalakítással az eredményhirdetéseket követő napon. A kormánykoalíció létrehozásához rendelkezésre álló idő két hét. A negyedik Fico-kormány 2023. október 25-én alakult meg.

## Érdekességek
- 1994 és 2012 után ez volt a harmadik előrehozott választás az ország történelmében.

## Külső hivatkozások
- 2023-as szlovákiai parlamenti választás – Szlovák Belügyminisztérium (szlovákul)
- 2023-as szlovákiai parlamenti választás – Szlovák Statisztikai Hivatal (szlovákul)
- Jön a Budapest–Pozsony-tengely? – 1998 óta nem volt ekkora tétje a szlovák választásoknak – Válasz Online 2023. szeptember 25.
- Fülke: Minden, amit a szlovákiai választásokról tudni érdemes, 45 percben – Hvg.hu, 2023. szeptember 27.
- Már nem elég ráfesteni egy macskára, hogy magyar – képviselet nélkül marad vagy a mérleg nyelve lesz a felvidéki magyarság? – 24.hu, 2023. szeptember 28.